# The Ballad of Ronnie Drew
The Ballad of Ronnie Drew is een nummer uit 2008 van de Ierse bands U2, The Dubliners, Kíla en A Band of Bowsies.
Het nummer was bedoeld als een liefdadigsheidsproject voor de Ierse zanger Ronnie Drew, oprichter van The Dubliners. De opbrengsten gingen naar de Irish Cancer Society, dit omdat Drew aan kanker leed. Drew overleed vier maanden na het uitbrengen van de single aan de gevolgen van kanker. "The Ballad of Ronnie Drew" behaalde de nummer 1-positie in Ierland.